# 노나카 미키
노나카 미키(일본어: 野中美希, 1999년 10월 7일 ~ )는 일본의 여성 아이돌 그룹 모닝구무스메의 리더. 헬로! 프로젝트의 리더. 연예사무소 업프런트 프로모션 소속. 시즈오카현 출신.

## 개요
2014년 3월 ~ 8월,「모닝구무스메'14 <골든> 오디션」에 응모해 합격했다.
오디션을 본 계기는 몸이 아플수록 떨어질 때, 우연히 본 모닝구무스메。'14「笑顔の君は太陽さ」의 MV에 힘을 얻고 그 후 "모닝구무스메。가 되고 싶다"고 생각하게 된 곳에서 딱 새 멤버를 모집하는 것을 알어 "지금 밖에 없어!"라고 생각했기 때문이다.
동년 9월 30일에 일본 무도관에서 열린「모닝구무스메'14 콘서트 투어 가을 GIVE ME MORE LOVE ~미치시게 사유미 졸업기념 스페셜~」에서 모닝구무스메。'14 12기 멤버로서 첫 피로연하였다.
동년 12월 12일, 모닝구무스메 12기 멤버의 공식 블로그가 개설돼 첫 투고했다.
2018년 12월 13일, 영어수준 향상을 목표로 영어권에서 집중적으로 공부하고 싶다는 노나카 본인이 신청해 12월 하순부터 2월 중순까지 모닝구무스메 및 헬로! 프로젝트의 활동을 방학 단기 유학한다고 발표되었다.
2025년 7월 1일, 이쿠타 에리나 졸업에 의해 신체제의 모닝구무스메 11대 리더로 취임.

## 인물
- 아버지 일 관계로 2세 때부터 8년간 미국에 살던 귀국 자녀(도미 이후 가장 먼저 일리노이 주에 살다가 후, 앨라배마주에 이사갔음).
- 2010년 초등 학교 4학년 때 일본에 귀국. 귀국 당초 일본어를 못하다" 쩨쩨하다"와 "그 아줌마"등의 생략 말의 의미를 알지 않아 고생했다고 말했다.
- 특기는 영어 회화와 듣는 카피과 쉬르 캐릭터 그림 그리기이고 특히 영어 발음에는 자신이 있다는 것.
- 좋아하는 음식은 사탕의 첼시와 돈까스 덮밥.
- 7년간의 기계 체조 경험이 있는 아크로바틱을 할 수 있다.
- 영어 검정 시험 2급을 취득했다(영어 검정 시험 41급은 의학 용어 등이 나오기 때문에 단념). 토익 점수는 795.
- 좋아하는 말은 "웃는 집에는 흐키다"에서 본인은 "싱글벙글 하면 행복이 온다!"라고 말했다.
- 모닝구무스메의 서브리더인 오다 사쿠라와 동갑이다.

## 출연

### 라디오
- 모닝구무스메'17 12기 일기! (2015년 1월 4일 ~ 2017년 3월 26일, FM 후지)
- HELLO! DRIVE! -하로드라- (2016년 10월 3일 ~ 2019년 6월, 라디오 네오)
- 모닝구무스메'17 모닝 다이어리 (2017년 4월 6일 ~ , FM 후지)

### 콘서트
- M-line Special 2022 ~My Wish~ (2022년 3월 5일, 후쿠오카 시민 문화회관 중홀, 2회 공연 · 7월 31일, 일본 특수도업 시민회관 빌리지홀, 2회 공연 · 10월 10일(정기), 나고야 시민회관, 2회 공연) - 게스트로서 출연.

### Blu-ray
- Greeting ~노나카 미키~ (2015년 6월 12일) - e-LineUP! 한정 판매

## 서적

### 사진집
- 미니 사진집「Greeting-Photobook-」(2016년 9월 24일, 오딧세이 출판)
- 1st 솔로 사진집「To be myself」(2021년 1월 15일, 오딧세이 출판) ISBN 978-4-8470-8344-0
- 2nd 솔로 사진집「daydream」(2023년 10월 7일, 오딧세이 출판) ISBN 978-4-8470-8524-6

## 소속 유닛
- 모닝구무스메 (2014년 ~ )